# Harran (As-Suwajda)
Harran (arab. حران) – miejscowość w Syrii, w muhafazie As-Suwajda. W 2004 roku liczyła 1532 mieszkańców.